# Арт-поп
Арт-поп (англ. Art pop; также известны другие вариации названия артпоп и арт поп) — музыкальный жанр, широко охарактеризованный стиль в поп-музыке, вдохновлённый поп-артом, интегрированный элитарной и неэлитарной культурами и подчеркнутый манипуляциями с символами, стилем и жестами над самовыражением. Арт-поп артисты вдохновляются постмодернизмом обращаясь к эстетике, а также к другим формам искусства, таким как мода, изящное искусство, кино и авангардной литературе. Также жанр может отклоняться от традиционных поп-аудитории и рок-музыкальных конвенций, вместо этого исследуя такие идеи, как статус в поп-музыке как коммерческое искусство, понятия об искусственности и собственной личности и вопросы историзма.
Начиная с середины 1960-х годов, британские и американские поп-артисты, такие как Брайан Уилсон, Фил Спектор и The Beatles, стали включать идеи поп-арт движения во время записи музыки. Британские арт-поп музыканты черпали вдохновение в своих учениях из академии художеств, когда в Америке арт-поп опирался на влиянии поп-арт художника Энди Уорхола и аффилированной к нему группой The Velvet Underground, а также пересекался с движением певцов и поэтов-песенников народной музыки. Арт-поп пережил свой «золотой век» в 1970-х годах благодаря таким исполнителям, как Дэвид Боуи и Roxy Music, в чьих творчествах были охвачены театральность и одноразовость поп-культуры.
В конце 70-х и 80-х годов традиции арт-поп музыки были продолжены в таких жанрах, как пост-панк и синти-поп, а также в британской сцене новой романтики, развиваясь дальше с музыкантами, которые отказались от традиционных рок-инструментов и музыкальной структуры в пользу танцевальной музыки и синтезатора. В 2010-х годах появились новые тенденции арт-попа, такие как хип-хоп художники, опираясь на визуальное искусство и художников vaporwave, исследующих чувства современного капитализма и интернета.

## Происхождение
Арт-поп как жанр возник из распада постмодернизма, опираясь как на элитарное, так и на неэлитарное искусство с элементами современных проблем арт-поп артистов в плане социологической интерпретации и исторической достоверностью, при этом черпая вдохновение в понятии искусственности и коммерции:

Если постмодернизм означает распад элитарных/неэлитарных культурных границ, то это означает также конец этого исторического мифа, в который входят арт-поп музыканты, усложнявшие социологические чтения о том, что означает музыка, вводя в действие свои собственные свидетельства подлинности и искушение.— Мэтью Баннистер. White Boys, White Noise: Masculinities and 1980s Indie Guitar Rock
 В отличие от романтической и автономной традиции арт- и прогрессивного рока, в данном жанре подчёркивается манипуляция с разными символами и знаками, опирающихся на эстетику повседневного и одноразового:

Исторически сложилось так, что «арт-рок» использовался для описания, по крайней мере, двух родственных, но разных видов рок-музыки. Первый — это прогрессив-рок, в то время как второе употребление относится к группам, которые отвергли психоделию и контркультуру хиппи в пользу модернистского авангардного подхода, определённого группой The Velvet Underground В рок-музыке 1970-х годов под «художественным» дескриптором, обычно, понимался как «агрессивный авангард», так и «претенциозный прогрессив».— Ноэл Мюррей. The A.V. Club
Музыкальный социолог Саймон Фрит отличал присвоение искусства к поп-музыке как особую озабоченность модой, жестом и ироническим использованием исторических эпох и жанров. Центральной частью для таких практикующих распространителей стиля были понятия о себе как о работе по строительству или искусству, а также озабоченное желание в создании разных терминов, изображений, процессов и влияний. Ник Коулман из The Independent писал следующее: «Арт-поп отчасти касается отношения и стиля, но это так же касается и самого искусства. Это, если можно, способ сделать чистый формализм социально приемлемым в поп-контексте».
Культурист-теоретик Марк Фишер писал, что развитие арт-поп музыки эволюционировало из триангуляции поп-музыки, искусства и моды. В то же время Саймон Фрит утверждает, что это было «более или менее» вдохновленно непосредственно поп-арт искусством (музыковед Аллан Мур предполагает, что термин «поп-музыка», возможно, возник из поп-арта). По мнению критика Стивена Холдена, арт-поп часто относится к любому поп-стилю, который сознательно стремится к формальным ценностям классической музыки и поэзии, хотя эти работы часто продаются как коммерческий продукт, а не оседают в уважаемых культурных учреждениях. DJ Taylor из The Independent и Питер Аспден из Financial Times отметили попытки арт-поп музыки дистанцировать свою аудиторию от широкой публики.

## История

### Предыстория
Во второй половине XX века границы между искусством и поп-музыкой стали более размытыми. В 1960-е годы такие поп-музыканты, как Джон Леннон, Сид Барретт, Пит Тауншенд, Брайан Ино и Брайан Ферри начали черпать вдохновение из своих исследований в области художественной школы в прошлом. Саймон Фрит заявляет, что в Великобритании художественная школа представляла собой «традиционный маршрут эвакуации для ярких детей рабочего класса, а также питательную среду для молодых групп, таких как The Beatles и выше». Арт-поп в Северной Америке был под влиянием Боба Дилана и бит-поколения и стал более литературным благодаря движению певца и поэта-песенника фолк-музыки. Ещё до того, как арт-/прогрессивный рок стал самым коммерчески успешным британским звучанием в начале 1970-х годов, психоделическое движение в 1960-х объединило искусство и коммерциализм, разъяснив тем самым вопрос о том, что значит быть «артистом» в массовой среде. Музыканты прогрессивной музыки считали, что художественный статус зависит от личной автономии, и поэтому стратегия «прогрессивных» рок-групп состояла в том, чтобы представить себя как исполнителей и композиторов «выше» обычной поп-деятельности.

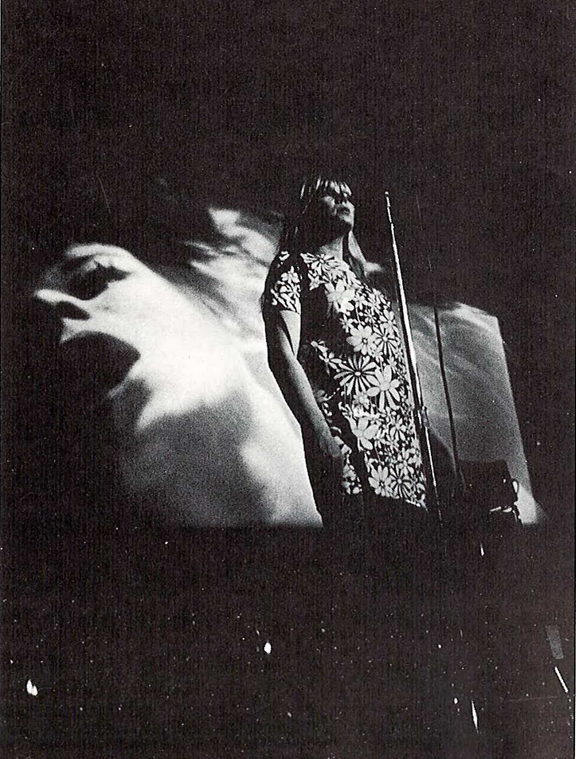
Мильтимедиа шоу Энди Уорхола «Exploding Plastic Inevitable» при участии певицы Нико (справа), 1966.

Другим главным влиянием на развитие арт-попа стало новое движение в искусстве известное как поп-арт. Сам термин «поп-арт», был впервые придуман для описания эстетической ценности товаров массового производства и был непосредственно применим к современному феномену рок-н-ролльной музыки (включая Элвиса Пресли, икона раннего поп-арта). По словам Саймона Фрита: «[Поп-арт] оказался сигналом конца романтизма — быть искусством без художников. Прогрессивный рок стал последней ставкой богемников… В этом контексте ключевым теоретиком поп-музыки был не [Ричард] Гамильтон или любой другой британский художник, который, несмотря на их интерес к массовому рынку, оставался только академическим поклонником, а Энди Уорхол. Для Уорхола значительной проблемой была не относительные достоинства „элитарного“ и „неэлитарного“ искусства, а отношения между всем искусством и „коммерцией“ в целом». Американская группа The Velvet Underground, чьими протеже был Уорхол, подражала синтезу искусства и поп-музыки присуще Уорхолу, вторя его акценту на простоте и новаторскому модернистскому авангардистскому подходу к арт-року, который игнорировал традиционные иерархии художественного представительства.

Когда The Velvet Underground впервые появились в середине 1960-х годов, они столкнулись с отказами и обычно увольнялись как «пидорская группа».— Мэтью Баннистер. White Boys, White Noise: Masculinities and 1980s Indie Guitar Rock

### 1960-е годы: Возникновение
Стивен Холден прослеживает истоки поп-музыки в середине 1960-х годов, когда такие продюсеры, как Фил Спектор и музыканты, такие как Брайан Уилсон из The Beach Boys, начали включать псевдосимфонические текстуры в свои поп-записи (оба являются американцами), а также первые записи The Beatles при участии струнного квартета:

Благодаря своей влиятельной работе Уилсон и продюсер The Beatles Джордж Мартин распространили идею студии звукозаписи как творческую среду, которая могла бы помочь в процессе написания песен.. Писатель Майкл Джонсон подчёркивает Pet Sounds (1966) группы The Beach Boys и Sgt. Pepper's Lonely Hearts Club Band группы The Beatles (1967) в качестве первого документально подтвержденного «восхождения» рок-н-ролла. Ричард Уильямс также приписывал Филу Спектору преобразование рок-музыки как исполнительского искусства в искусство, которое могло существовать только в студии звукозаписи и которая «проложила путь для арт-рока».— Ричард Уильямс. Phil Spector: Out of His Head
 Журналист Питер Доггет охарактеризовал «Strawberry Fields Forever», как арт-поп песню, отметив его попытку «исключить… массовую аудиторию».
По словам писателя Мэтью Баннистера, Уилсон и Спектор были известны как «одержимые отшельники студии… [которые] обычно отсутствовали в своей собственной работе», и, как Уорхол, Спектор существовал «не как присутствующий, а как контролирующий или организующий принцип за и под поверхностью СМИ. Оба чрезвычайно успешные коммерческие художники, и оба одновременно отсутствуют и присутствуют в своих собственных творениях». Писатель Эрик Дэвис назвал арт-поп Уилсона «уникальным в истории музыки», в то время как коллаборационист Ван Дайк Паркс сравнил его с современными работами Уорхола и художника Роя Лихтенштейна, сославшись на его способность поднимать обычный или избитый материал до уровня «высокого искусства»: 

По словам биографа Питера Эймса Карлина, который пришёл к выводу, что, за возможным исключением Уилсона, «The Beach Boys практически не проявляли заметного интереса к тому, что вы могли бы назвать миром идей». Неизданная Smile Уилсона, задуманная и записанная в 1966-67 годах, была описана как попытка создать эру «великого арт-поп альбома» и «выдающегося психоделического поп-арт заявления».
В движении, которое было обозначено The Beatles, The Beach Boys, Филом Спектором и Фрэнком Заппа, доминирующий формат поп-музыки перешёл от синглов к альбомам, и многие рок-группы создали работы, которые стремились сделать великие художественные заявления, где арт-рок будет процветать. Музыковед Ян Инглис пишет, что обложка альбома The Beatles 1967 года Sgt. Pepper’s Lonely Hearts Club Band была «воспринята как в значительной степени ответственная за связи между искусством и поп-музыкой». Хотя Sgt. Pepper’s предшествовало несколько альбомов, которые начали соединять линию между «одноразовой» поп- и «серьезной» рок-музыкой, он успешно дал установленный «коммерческий» голос альтернативной молодёжной культуре. Писатель Майкл Джонсон писал, что арт-поп музыка будет продолжать существовать и после The Beatles, но никогда не достигнет по популярности их уровня успеха: 

Фрит сравнил сложный дизайн альбома с «чтением андеграундной прессы»… [умение, которое] всегда строилось вокруг чувства отличия от «массовой» поп-аудитории. Арт-рок был «выше» всех уровней. … обывателей нужно было держать подальше. Он также отмечает, что Заппа нацелился на проблему поп-коммерциализма с обложкой альбома The Mothers of Invention 1968 года We're Only in It for the Money, который пародировал обложку Sgt.Pepper’s.
The Who были «первой поп-арт группой» по словам их менеджера, в то время как член группы Пит Тауншенд объясняет: «Мы выступаем за поп-арт одежду, поп-арт музыку и поп-арт поведение… мы не меняемся за кулисами, мы живём поп-артом». Фрит считает, что их альбом The Who Sell Out (декабрь 1967) «возможно, шедевр арт-попа», который использует «жизнеспособность» самой коммерции, тактику, повторяемую Роем Вудом из The Move, а затем Кевина Годли и Лола Крима из 10cc. Идеи Тауншенда были известны своим акцентом на коммерциализм: «[его] использование риторики поп-арта… относится не к музицированию как таковому — к проблеме самовыражения, а к коммерческому музицированию, к вопросам оформления альбома (упаковке), продажи и рекламы, к проблемам популярности и славы». В интервью в мае 1967 года, Тауншенд придумал термин «пауэр-поп», чтобы описать музыку The Who, The Small Faces и The Beach Boys. Пауэр-поп позже развился как жанр, известный своей реконфигурацией тропов 1960-х.